# Monument à Napoléon Ier et ses frères

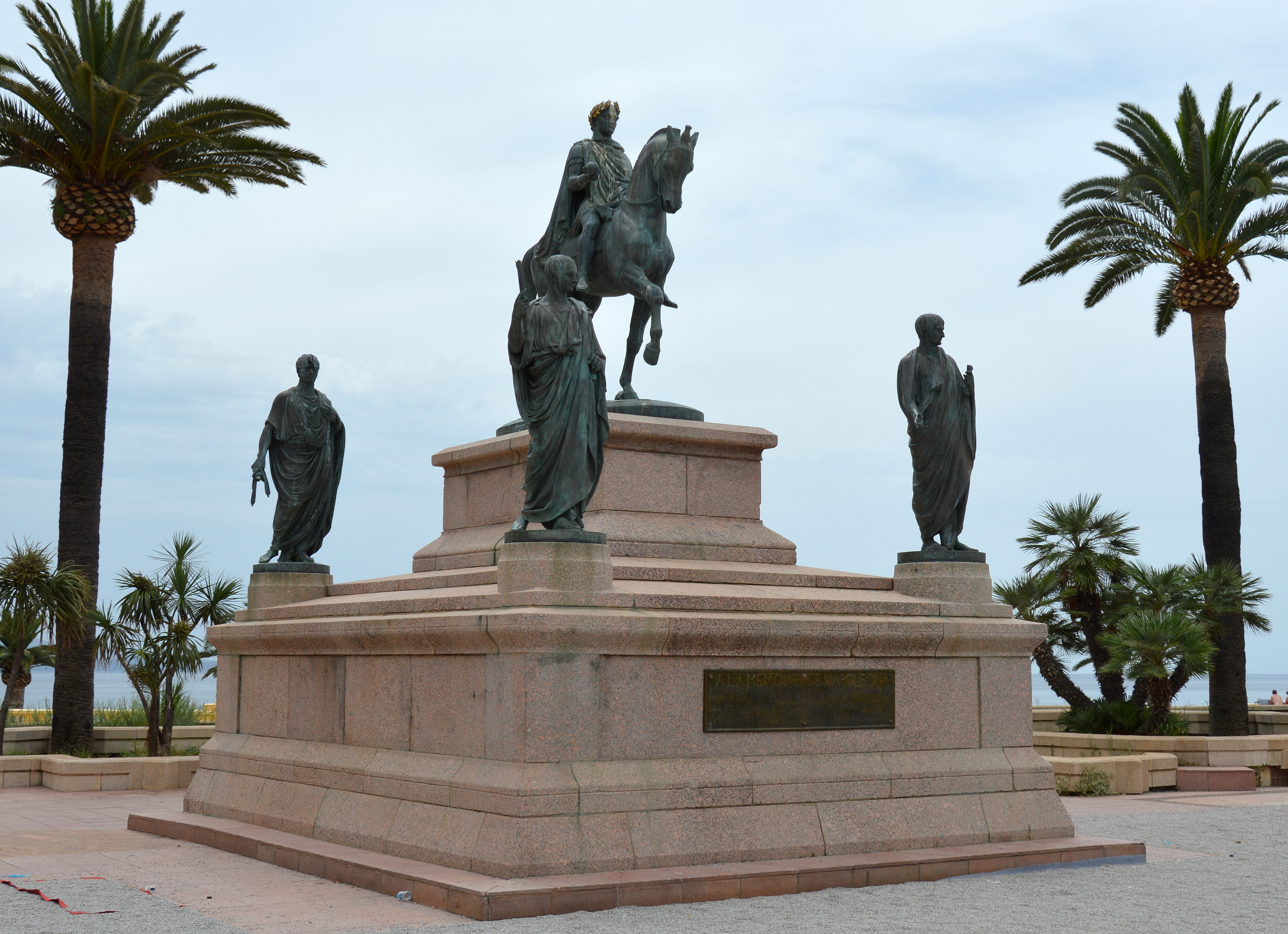
Monument à Napoléon Ier et ses frères

Das Monument à Napoléon Ier et ses frères ist ein Denkmal für Napoleon Bonaparte in Ajaccio, der Hauptstadt der Insel Korsika.

## Lage
Es befindet sich in der Altstadt von Ajaccio, an der Südseite des Place du Général de Gaulle. Etwas weiter östlich steht das Kriegerdenkmal von Ajaccio.

## Geschichte und Gestalt

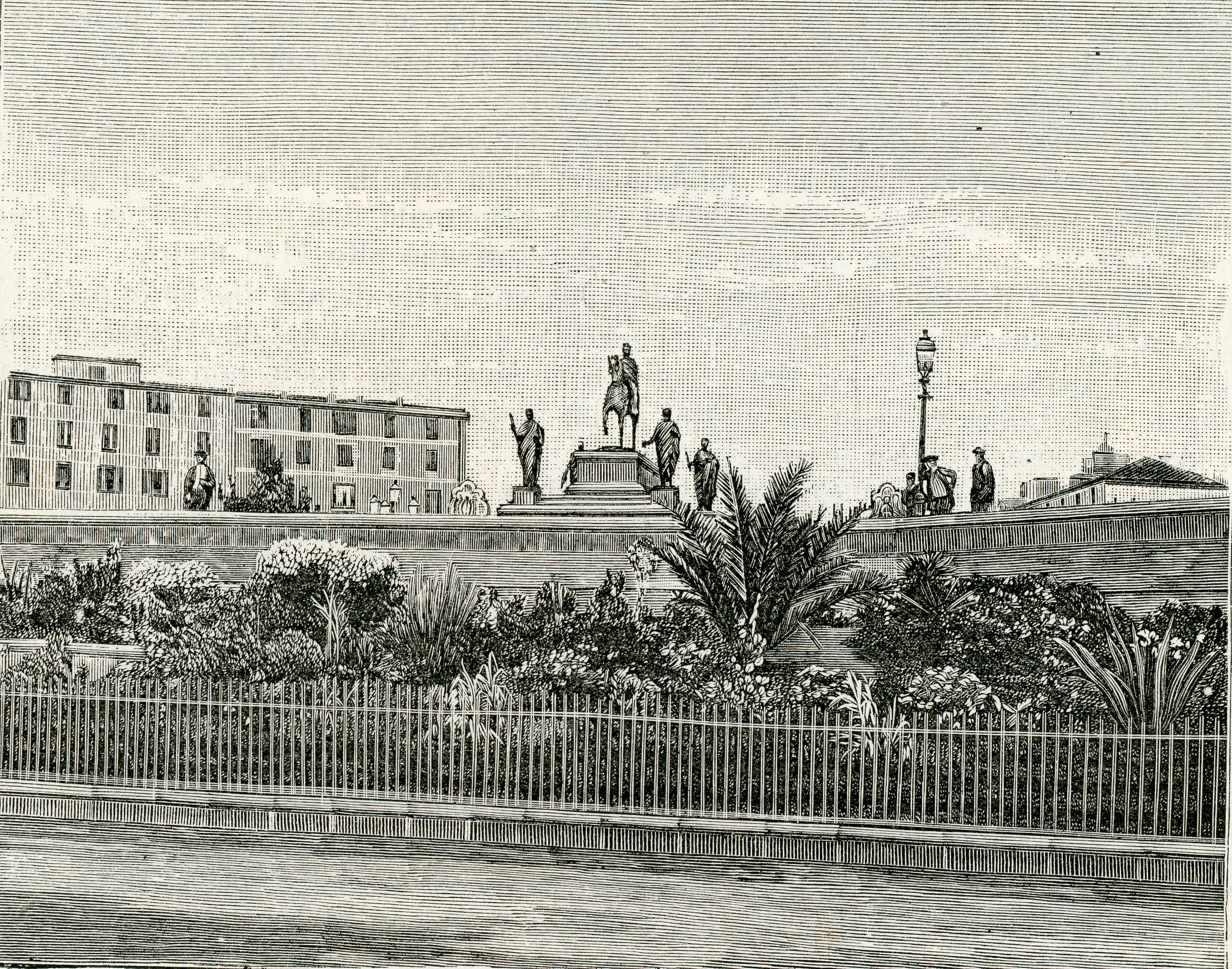
Blick auf das Denkmal 1894

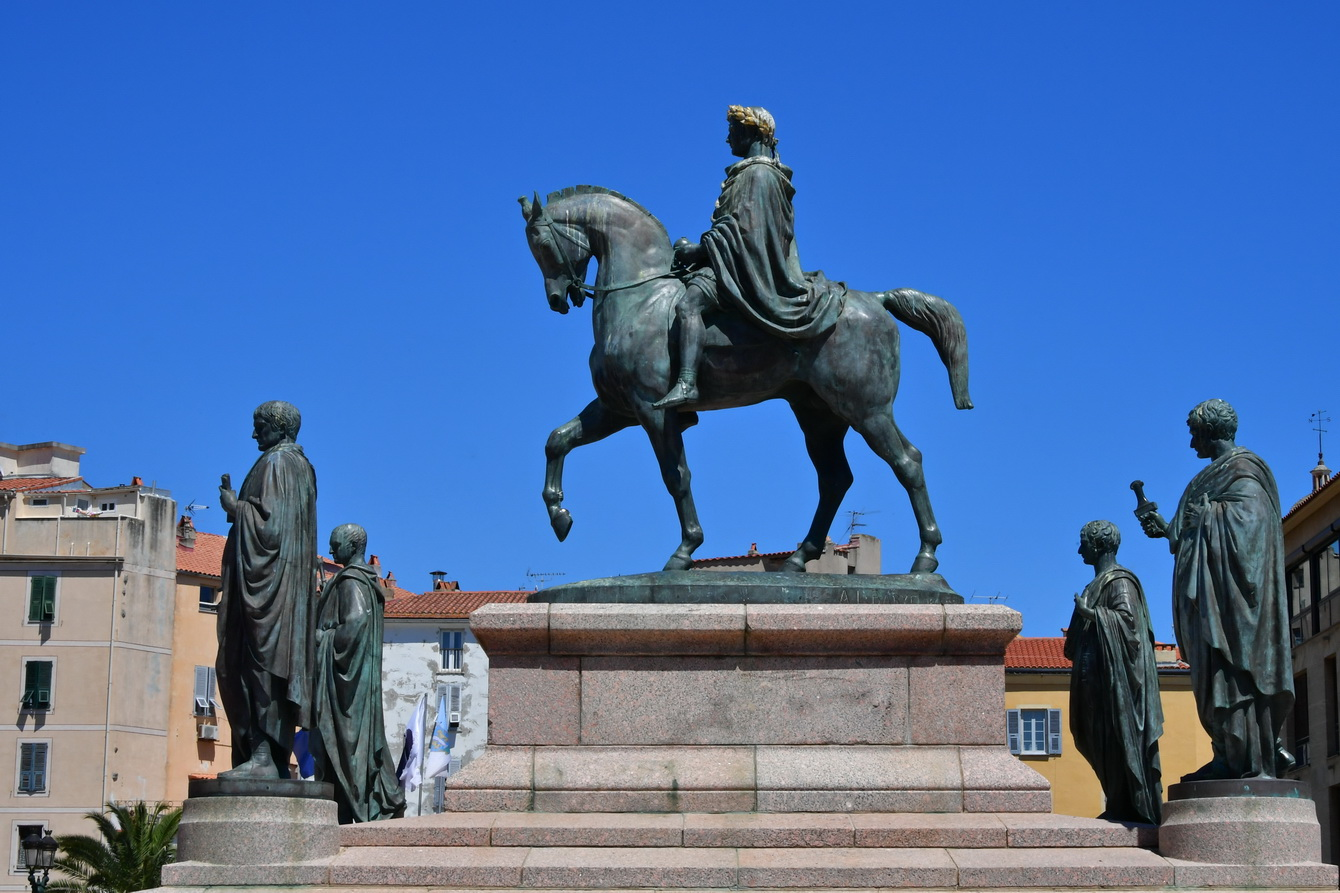
Seitenansicht, 2016

Denkmal im Jahr 1939

Der Beschluss zur Errichtung eines Denkmals zu Ehren Napoleons in Ajaccio erfolgte im August 1854. 1862 wurde ein Komitee gegründet, das insbesondere die notwendigen Mittel einwerben sollte. Den Vorsitz in Paris hatte Jérôme Bonaparte inne. Zu den ersten Spendern gehörten Minister in der Regierung Napoleon III. Das von Eugène Viollet-le-Duc entworfene und zwischen 1862 und 1865 von Antoine-Louis Barye geschaffene Denkmal wurde am 15. Mai 1865 eingeweiht. Ihr Gipsmodell wird im Musée d’Orsay aufbewahrt.
Zunächst befand sich das Denkmal am Place du Diamant und war zum Mittelmeer hin ausgerichtet. 1969, zum 200. Geburtstag Napoleons, wurde es an seinen heutigen Standort versetzt und blickt seitdem in Richtung Stadt. Nach einem 1986 erfolgten Anschlag auf das Denkmal wurden die Statuen zunächst eingelagert, später jedoch wieder aufgestellt. Am 18. Dezember 1986 wurde das Denkmal als bewegliches Monument historique unter der Nummer PA2A000017 eingestuft.
Auf einem breiten Sockel steht Napoleon Bonaparte als bronzene mit einem Lorbeerkranz bekrönte Reiterstatue. In der rechten Hand hält er eine Weltkugel. Die Napoleon-Statue ist umgeben von Statuen seiner Brüder Joseph (geschaffen von Aime Millet), Lucien (Gabriel-Jules Thomas), Louis (Jean-Claude Petit) und Jérôme (Jacques-Leonard Maillet).
An der Nordseite des Sockels befindet sich eine Inschriftentafel:
A la mémoire de Napoléon

Ier et de ses quatre frères: Joseph, Lucien, Louis, Jérôme

la Corse reconnaissante sous le règne de l’Empereur Napoléon III.Ce monument a été érigé

par les soins du Prince Napoléon Jérôme à l’aide des souscriptions volontaires et inauguré le 15 mai 1865
(deutsch Zum Gedenken an Napoleon I. und seine vier Brüder: Joseph, Lucien, Louis, Jerome, das dankbare Korsika unter der Herrschaft von Kaiser Napoleon III. Dieses Denkmal wurde von Fürst Napoleon Jerome erbaut unterstützt durch Spenden und am 15. Mai 1865 eingeweiht.)